# Panicum flexile
Panicum flexile là một loài thực vật có hoa trong họ Hòa thảo. Loài này được (Gatt.) Scribn. mô tả khoa học đầu tiên năm 1893.